# Stenderup Frimenighedskirke
Stenderup Frimenighedskirke er en kirke mellem Nybøl og Stenderup på Sundeved. Kirken blev færdigbygget 1903 og indviet som frimenighedskirke den 6. december samme år og nedlagt 1970, og hører nu under Sundeved-Centeret. Selve centret er indrettet i den tidligere Stenderup Frimenigheds bygninger - kirke og præstegård, beliggende på Stenderup Kirkebakke, ca. 600 m nord for Nybøl Kirke.
Frimenighedskirken blev oprettet mens den nordslesvigske del af Sønderjylland var tysk, og det var dansksindede, der oprettede kirken. Området blev først dansk efter Genforeningen i 1920. 
Kirken er opført i gule flensborgsten, som traditionel processionskirke, uden tårn, og er et længehus med kirkeskib og kor, samt et sideskib der slutter sig på nordsiden af skibet sammen med en lille vinkelbygning med gavl og "blindgavl" med indgangsdør, indeholdende våbenhus. Samtlige vinduer er originale og delvis i jern, rundbuede og beliggende dybt i murværket med hvidmalet fals. Skibets vestgavl er blændingsudsmykket med bl.a. korsblænding, cirkelblændinger og lodrette, smalle blændingsfelter – samt små, indbyggede fuglehuller, der refererer til tekst inde i kirken – "som ved dit alter den kvidrende fugl, und i dit tempel din tjener et skjul".
Kirken er tegnet af arkitekten Martin Nyrop, der også var arkitekt for Københavns Rådhus. Den overvejende del af kirkens inventar blev tegnet af Nyrop. Kirken fik et brunmalet kirkeloft, gulvet blev lagt af hårdtbrændte mursten, lagt i fletværksmønster og alter, prædikestol og bænke blev udført i brunbejdset fyrretræ. Alle dele blev udsmykket med enkle træskærerarbejder. 
Sundeved Frimenighed havde  sine rødder i den folkelige og kristelige foredragsforening, som blev oprettet i 1872. Frimenigheden blev oprettet 1901. Ægteparret Magdalene Moos (1872-1956) og Peder Moos (1852-1937) holdt gudstjenester i deres hjem i Nybøl. Særlig på grund af Peder Moos, lykkedes det at bygge Frimenighedskirken i Stenderup. På et møde i marts 1902 blev det besluttet, at de fire frimenighedspræster i Sønderjylland på skift ville stå for gudstjenesterne i Sundeved.  Fra 1907 til 1920 var Jørgen Eriksen (1879-1941) præst ved Sundeved frimenighed.
1912 blev præstegården indviet. Martin Nyrop var arkitekt og førte tilsyn med byggeriet. Menigheden fik en del nye medlemmer de følgende år, men da Jørgen Eriksen i 1915 blev indkaldt til tysk krigstjeneste under 1. verdenskrig, stoppede det kirkelige arbejde, indtil man efter Genforeningen valgte at fortsætte som selvstændig frimenighed. Fra 1930 til 1939 blev kirken kun brugt til 4-5 gudstjenester om året. Fra 1940 til 1945 forrettede områdets præster gudstjenester i kirken 6-8 gange om året. Denne skik fortsatte helt frem til 1970, da kirken og præstegården blev overdraget til den selvejende institution "Sundeved-Centeret".